# Ranggeln
Unter Ranggeln, Ranggln, versteht man eine Untersportart des Ringens mit langer Tradition im Ostalpenraum.
Ziel eines Kampfes ist es, den Gegner mit verschiedenen Griffen und Würfen innerhalb einer sechsminütigen Kampfzeit mit beiden Schulterblättern auf den Boden zu bringen, um den Kampf zu gewinnen und um in die nächste Runde einzuziehen. Ist die sechsminütige Kampfzeit abgelaufen, ohne dass es einen Sieger gibt, so wird der Kampf als unentschieden gewertet, wodurch im Normalfall beide Teilnehmer ausscheiden.
Der Sieger eines Bewerbes erwirbt den Titel Hogmoar (auch Hagmoar oder Hoagmoar). Dieser Begriff stammt von Hag (Hecke, Grundstücksgrenze) und Meier (Verwalter) ab und bezeichnete früher ein altes Amt der freien Bauern hinsichtlich der Gerichtsbarkeit in Grundstücksangelegenheiten.

## Verbreitung
Ranggeln ist vor allem im alpenländischen Raum verbreitet, insbesondere in Südtirol, Nordtirol, Osttirol, Oberkärnten, Salzburg, im bayerischen Oberland und im Chiemgau. In diesen Regionen gibt es zahlreiche Rangglervereine.
Eine der bekanntesten Rangglerveranstaltungen ist das Ranggeln am Hundstein in Salzburg. Dieses Hundstoaranggeln wurde 2010 zum nationalen Immateriellen Kulturerbe der UNESCO in Österreich ernannt.